# Kwala Gebang
Kwala Gebang is een bestuurslaag in het regentschap Langkat van de provincie Noord-Sumatra, Indonesië. Kwala Gebang telt 1338 inwoners (volkstelling 2010).